# Kaple svatého Justina
Kaple svatého Justina v Stvolínkách na Českolisku je ve správě Římskokatolické farnosti ve Stvolínkách. Od roku 1965 je chráněna jako kulturní památka.

## Základní údaje
Datum výstavby pozdně gotické kaple známo není. První jistý záznam o její existenci pochází z roku 1607, archeologické průzkumy dokládají data na kamenech z let 1575 a 1576. V období konce 17. století, kdy stvolínecký farní kostel Všech svatých byl využíván protestanty, byla kaple útočištěm pro katolíky. V roce 1725 byla chátrající stavba zvětšena a přestavěna do barokní podoby. Předtím i poté byla kaple – kostelík několikrát díky darům opravována, vybavována novým materiálem, oltářem, výzdobou, byla přistavěna věžička se zvonem (i ten byl několikrát vyměněn). 
Od roku 1786 je objekt označován jak kostelem, tak stále častěji hřbitovní kaplí. Hlavním kostelem stvolínecké farnosti byl vždy kostel Všech svatých.
V roce 1994 byla na kapli vyměněna střecha. Uvnitř není zachováno žádné vybavení, kaple neslouží bohoslužbám. Hřbitov u kaple nadále slouží svému účelu.